# Мануил Палеолог (син на Михаил IX Палеолог)
Мануил Палеолог (на гръцки: Μανουήλ Παλαιολόγος, починал през септември 1320) е византийски принц, по-малък син на византийския император Михаил IX Палеолог от втората му съпруга Мария.
Мнуил е роден след 1297 г. в семейството на имеператор Михаил IX Палеолог и арменската принцеса Рита. Баща му е син и младши съимператор на император Андроник II Палеолог, а майкат му е арменска принцеса от Киликия – дъщеря на арменския крал Левон II, която във Византия приела името Мария. Мануил е вторият син в семейството, роден след брат си Андроник, който е роден на 25 март 1297 г. Като син на царстващ император, Мануил получил деспотска титла.
Мануил Палеолог умира през септември 1320 г. Според най-разпространената версия за смъртта му той е убит погрешка от войници, които брат му Андроник Палеолог оставил пред дома на своя любовница, която подозирал в изневяра. Ревнивият Андроник заповядал на хората си да убият всеки мъж, който се опита да влезе посред нощ в дома на жената. Единственият, който се опитал да влезе нощно време при нея обаче бил Мануил, а хората на Андроник не го разпознали и го убили. Според Георги Острогорски историята прикрива семейна драма, в която любовна афера е довела до скандал между двамата братя, по време на който Мануил най-вероятно е бил убит. Мануил Фил пък съчинил надгробно слово за погребението на убития принц. Убийството на Мануил отключва серия от трагични събития в дома на Палеолозите – малко по-късно, на 12 октомври същата година, в Солун умира баща му Михаил IX Палеолог, който не могъл да понесе новината за смъртта на сина си. Император Андроник II Палеолог пък държал внука си Андроник отговорен за тези трагедии и го лишил от престолонаследието, което в крайна сметка довело до избухването на гражданска война между дядо и внук през 1321 г.

## Цитирана литература
- Nicol, Donald M. (1993). The Last Centuries of Byzantium, 1261-1453. Cambridge: Cambridge University Press, ISBN 9780521439916, https://books.google.com/books?id=y2d6OHLqwEsC
- Ostrogorsky, George (1969). History of the Byzantine State. Rutgers University Press, ISBN 0-8135-0599-2
- ((de)) Trapp, Erich; Beyer, Hans-Veit; Walther, Rainer et al. (2001) [1976–1996]. Prosopographisches Lexikon der Palaiologenzeit, CD-ROM. Wien: Verlag der Österreichischen Akademie der Wissenschaften, ISBN 3-7001-3003-1, https://archive.org/details/ErichTrappProsopographischesLexikonDerPALAIOLOGENZEIT/mode/2up